# Ferrosud
La société Ferrosud S.p.A.  est une entreprise italienne de constructions métalliques et ferroviaires. Elle construit du matériel roulant, trains et trams, neuf et réalise les rénovations. Elle est implantée à Matera, en Basilicate, dans le sud de l'Italie.

## Histoire
La société a été fondée en 1963 par les groupes Finmeccanica appartenant à l'époque à la holding d'État IRI et Fiat Group, sous forme d'une Société Anonyme à égale participation.
La création de la société était justifiée par un afflux de commandes de voitures de chemin de fer et d'automotrices de la part des chemins de fer italiens FS. L'implantation de la société mixte est intervenue dans le cadre de la volonté du gouvernement italien d'industrialiser le sud du pays avec des aides financières qui étaient allouées par la Caisse du Mezzogiorno.
Lors de sa création, elle était plutôt orientée vers la charpente métallique industrielle et ce n'est qu'à partir de 1968 qu'elle se spécialisa dans la construction ferroviaire. Comme son homologue O.ME.CA., en 1968, l'IRI transfera sa participation à la nouvelle holding EFIM où devaient être regroupées toutes les activités ferroviaires publiques italiennes avec les sociétés du groupe Breda C.F..
En 1986, Fiat Ferroviaria céda sa participation au groupe Breda Ferroviaria toujours sous tutelle de l'EFIM.
Avec la dissolution de l'EFIM en 1992, la société fut d'abord intégrée dans le groupe ferroviaire public italien Breda C.F. et devient une division opérationnelle en perdant son statut de société filiale. Avec la fusion des groupes Ansaldo Trasporti et  Breda Costruzioni Ferroviarie pour former le groupe public AnsaldoBreda S.p.A., le site s'est appelé "AnsaldoBreda - Stabilimento FERROSUD".
Depuis le mois de septembre 2002, la société est redevenue indépendante et vendue à un industriel privé.

## Les principales fabrications
- Voitures à plancher surbaissé "Farini", en 1966,
- wagons de marchandises,
- voitures de chemin de fer UIC-X et MDVC,
- voitures "grand confort" pour les FS et d'autres compagnies européennes,
- remorques de l'ETR 500,
- 86 wagons LHGVC pour la navette TRANSMANCHE-LINK,
- rames du métro de Boston, San Francisco et Copenhague,
- rénovation de voitures-lits de l'"Orient-Express",
- bogies des rames de métros AnsaldoBreda Sirio.